# Гипроприбор (Орёл)

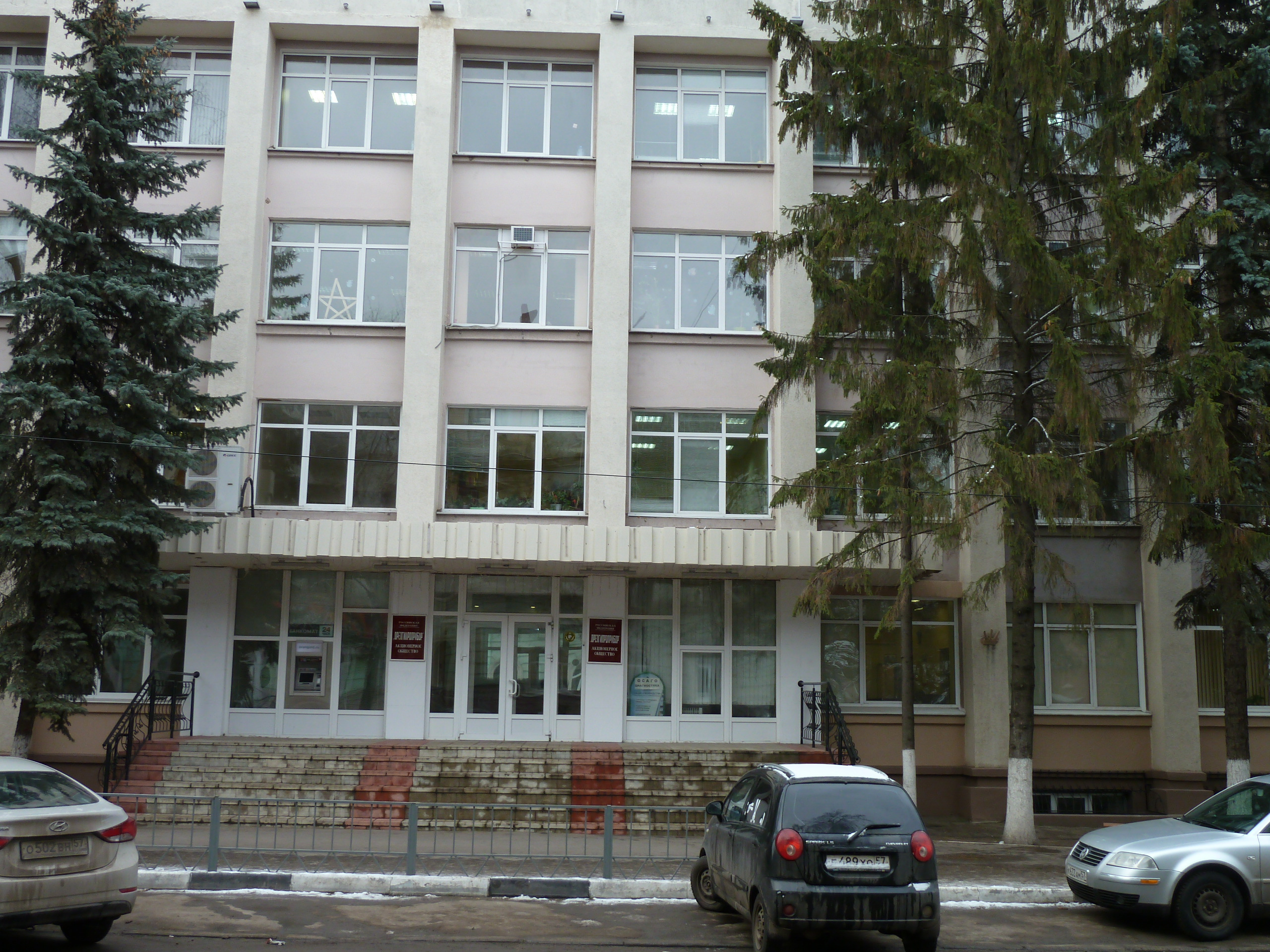
Орловский Гипроприбор

Гипроприбор — институт по проектированию приборостроительных заводов.

## История
Один из старейших проектных институтов страны. 1 ноября 1952 года образовано Орловское отделение Ленинградского государственного института по проектированию машиностроительных и приборостроительных заводов (Гипромашприбор). В 1958 году отделение было преобразовано в Орловский филиал Ленинградского института Гипроприбор. 21 марта 1961 года институт становится самостоятельной проектной организацией с филиалом в городе Ярославле. 1 апреля 1989 года образовано арендное предприятие «Гипроприбор». Основной задачей института было участие в создании и развитии отечественного приборостроения. Разработка проектно-сметной документации на строительство, расширение, реконструкцию и техническое перевооружение предприятий отрасли. Некоторые крупные проекты института: завод приборов («Промприбор»), г. Орёл; завод научных приборов («Научприбор»), г. Орёл; часовой завод («Янтарь»), г. Орёл; приборостроительный завод «Точэлектроприбор», г. Киев; завод управляющих вычислительных машин (УВМ), г. Орёл; завод электронных вычислительных машин (ВУМ), г. Киев; завод «Терминал», г. Винница; завод «Счётмаш», г. Курск; завод «Теплоприбор», г. Улан-Удэ; завод пишущих машин, г. Кировоград; завод товаров народного потребления, г. Грозный; заводы «Кристалл» по производству бриллиантов в городах: Барнаул, Винница, Гомель (завод «Кристалл»), Киев, Орёл, Смоленск (ПО «Кристалл»); приборостроительный завод, г. Северодонецк — всего более 200 предприятий и организаций, а также многочисленные объекты в г. Орле: жилые дома, общественные здания, офисы и банки, физкультурно-оздоровительные комплексы, объекты здравоохранения и медицины, учебные заведения и др. География проектируемых объектов очень широкая: Москва, Курск, Казань, Смоленск, Краснодар, Грозный, Свердловск, Омск, Томск, Благовещенск, Улан-Удэ, Ташкент, Фрунзе, Минск и др.; республики Закавказья, Прибалтики, Украина. За разработку и внедрение в жизнь проектов на строительство и расширение Орловского ПО «Промприбор», Киевских ПО «Точэлектроприбор» и завода «Кристалл», Винницкого ПО «Терминал» и Московского завода «Кристалл» коллективу Орловского «Гипроприбора» были присуждены премии Совета Министров СССР. В 1987 году был награждён переходящим Красным Знаменем обкома КПСС. Институт также принимал участие в разработке различной нормативной документации в области строительства. По рейтингу среди проектных организаций входил в число 100 лучших проектных организаций России.
Помимо основных производственных, институт принимал посильное участие в решении сельскохозяйственных задач области. За ним был закреплён в Орловском районе подшефный колхоз «Восход» (центральная усадьба Полозовские Дворы). Сотрудники принимали активное участие во многих сельхозработах. Организовывались как однодневные выезды, так и бригады на длительные сроки. В 1987 году Гипроприбор принял участие во Всесоюзном комсомольском почине по строительству жилья для молодёжи. Институту по этой программе было выделено в МЖКовском доме 12 квартир по ул. Комсомольской, 288.
После перехода страны на рыночные отношения и разрушения промышленности проектная деятельность института резко сократилась за ненадобностью. Из государственного предприятия в 1992 году он превратился в акционерное общество. В советское время в Гипроприборе работало около 800 человек, а в 1990-х осталось около 70. В 2012 году институт как проектная организация окончательно прекратил своё существование, а все площади сдаются в аренду многочисленным организациям под офисы.